# 绒顶唐纳雀
，是雀形目唐纳雀科的一种鸟类，属于单型的绒顶唐纳雀属（学名：Catamblyrhynchus）。
绒顶唐纳雀体重约14.13克，翼长约65毫米，喙宽度约4.8毫米，喙厚度约7.4毫米，嘴峰长约10.4毫米，跗蹠长约21.2毫米，尾长约69.8毫米。
绒顶唐纳雀是留鸟，栖息在森林，它们是食肉动物，主要以昆虫、蜘蛛等陆生无脊椎动物为食。该物种分布在哥伦比亚、委内瑞拉西北部、厄瓜多尔南部、秘鲁的安第斯山脉地区、玻利维亚和阿根廷西北部。